# Vladimir Koloupaïev
Pour les articles homonymes, voir Koloupaïev.
Vladimir Evguenievtich Koloupaïev (en russe : Влади́мир Евгеньевич Колупа́ев) né le 17 septembre 1964 à Mechtcherskoïe, dans l'oblast de Moscou, est un historien, docteur en sciences historiques, prêtre catholique russe, incardiné à l'archidiocèse de Lviv de l'Église grecque-catholique ukrainienne (UGCC).

## Biographie
Il a enseigné des disciplines historiques à Moscou, Kalouga, Obninsk et Novossibirsk. Il est l'auteur de livres et d'articles scientifiques, participant à des conférences scientifiques internationales.
Membre du comité scientifique international et du comité éditorial italien du magazine La Nuova Europa: rivista internazionale di cultura, membre du comité de rédaction de la revue scientifique et pédagogique Studia Humanitatis, en 2007, il a été invité au centre « Christian Russia » à Seriate en Italie.
Il a participé à la création de la base de données « Personalità: Martiri - Chiesa cattolica, Confessori della fede - Chiesa cattolica » en italien.
Assistant au Mouvement International « Mère en Prière », il sert à la paroisse du Très Saint Rédempteur à Seriate, le Diocèse de Bergame, où il dirige le centre pastoral Jean XXIII.